# Saint-Romain-le-Noble
Saint-Romain-le-Noble è un comune francese di 405 abitanti situato nel dipartimento del Lot e Garonna nella regione della Nuova Aquitania.

## Società

### Evoluzione demografica
Abitanti censiti